# برميل أمونتيلادو
برميل أمونتيلادو (بالإنجليزية: The Cask of Amontillado)‏ هي قصة قصيرة كتبها إدغار آلان بو، نشرت لأول مرة في عدد نوفمبر 1846 من كتاب السيدة غودي. كانت آخر قصة كتبها آلان بو، وحسب رأي بعض النقاد أنها أعظم قصة قصيرة له. تعتبر القصة من الأدب الفيكتوري.
تقع أحداث القصة في مدينة إيطالية لم يتم ذكرها في القصة، وتقع في وقت الكرنفال في سنة غير محددة، وتدور حول رجل يحاول الانتقام من صديق أهانه كما يُعتقد. ومثل العديد من قصص ألان بو، فإن السرد يدور حول شخص يدفن حيًا، تتماشى القصة مع سحر الرعب قوطي الذي كان منتشراً في القرن التاسع عشر. وكما فعل بو في قصصه الأخرى مثل: «القط الأسود» و«القلب الواشي»، فإن القصة تُروى من وجهة نظر القاتل. فالراوي هو نفسه البطل.

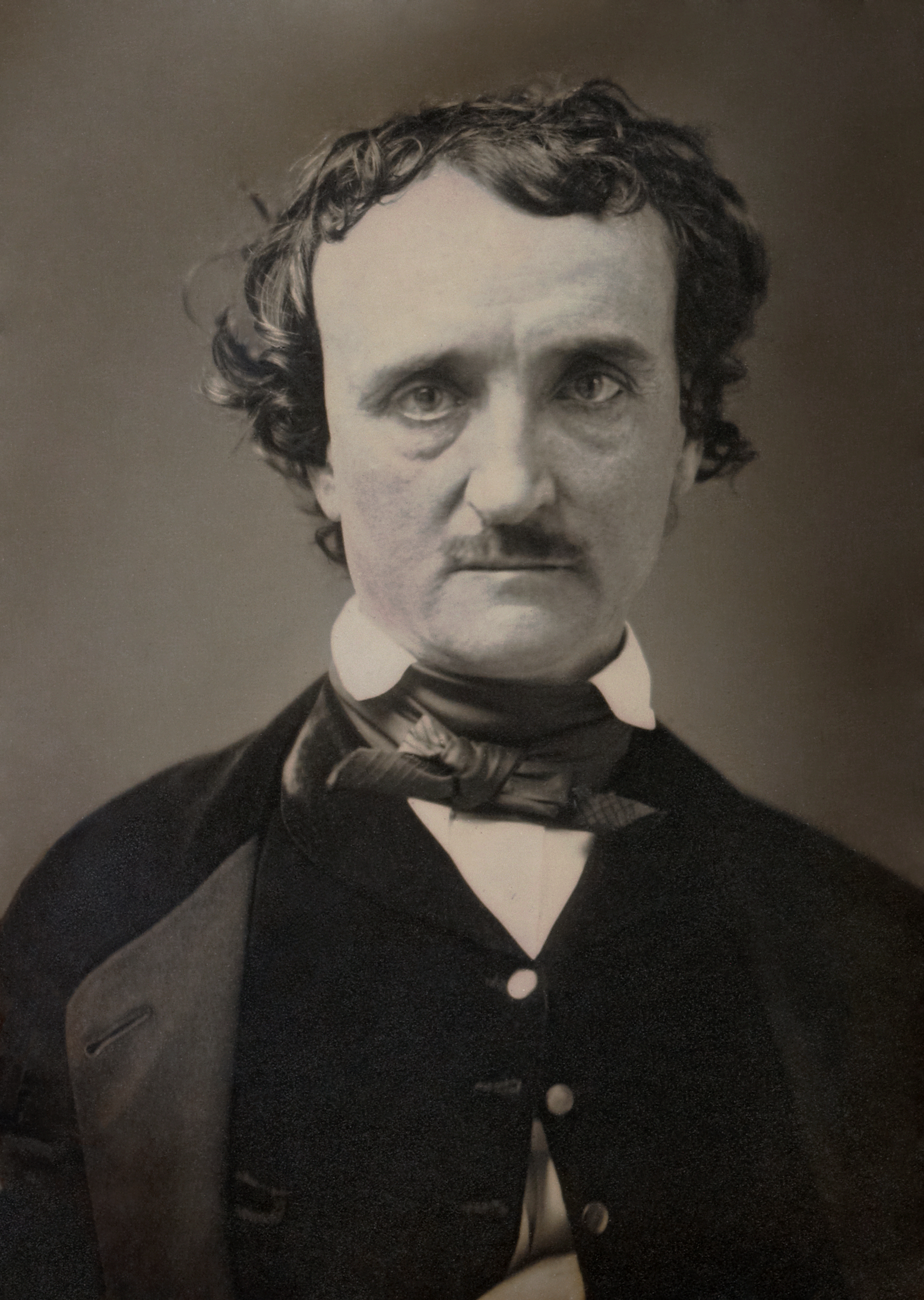
إدغار آلان بو.

## القصة

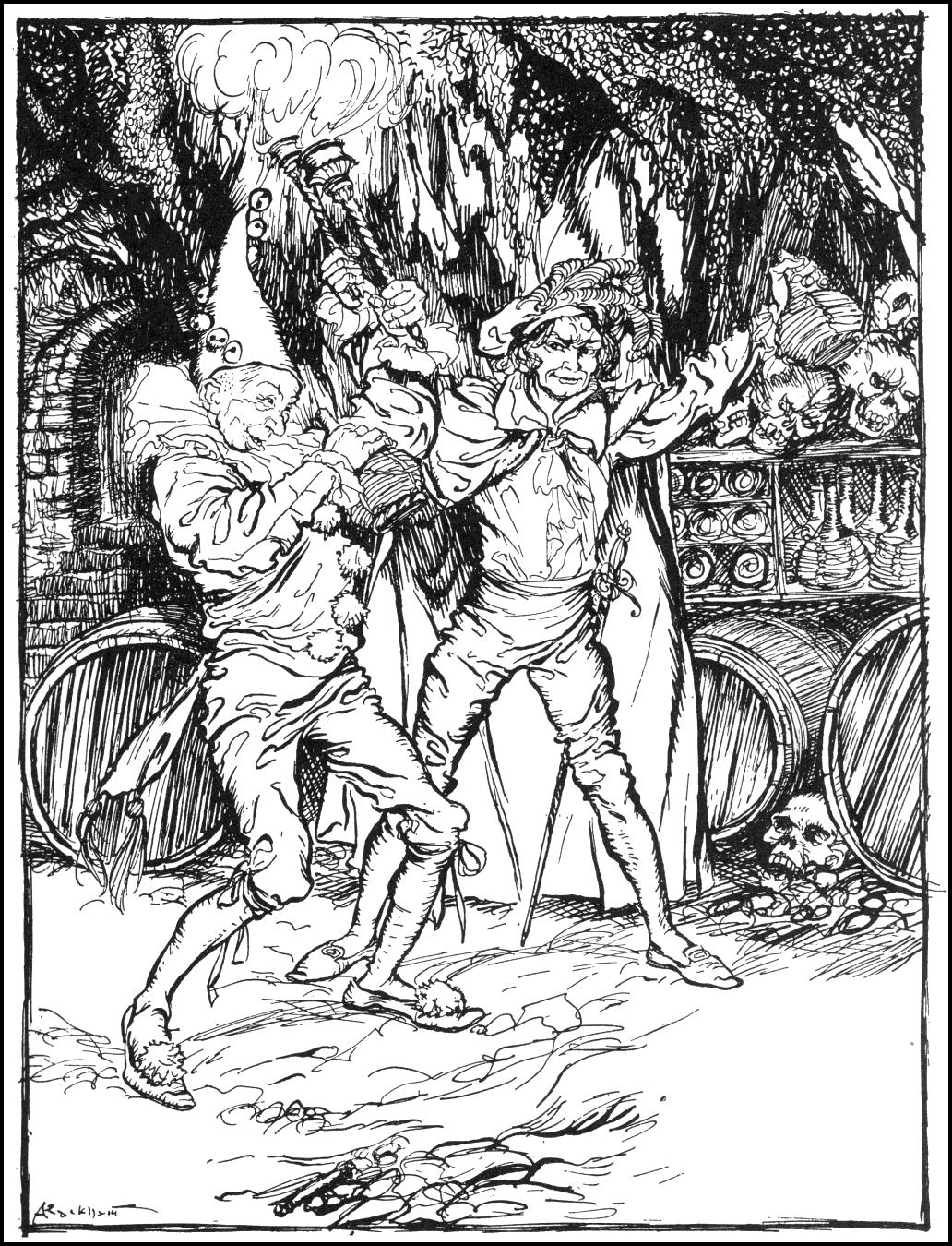
رسم توضيحي لـ"آرثر راكهام"، 1935، يوضح فيها شرب فورتوناتو ومونتريسور في سراديب الموتى.

راوي القصة هو مونتريسور وهو البطل وهو الشخص الأول كلي العلم (بالإنجليزية: First Person Omniscient)‏. يتحدث مونتريسور في القصة عن اليوم الذي أخذ بثأره من شخص يُدعى فورتوناتو، وهو صديق إيطالي من طبقة النبلاء. مونتريسور غاضب من فورتوناتو بسبب العديد من الإهانات الغير المحددة (والتي لم يتم ذكرها)، فيتخذ مونتريسور قراراً بقتل «صديقه» أثناء حفلة كرنفال، فيكون فورتوناتو حينها بين النساء وفي حالة سكر.
فورتوناتو لديه نقطة ضعف وهي أنه عاشق للنبيذ ومن خبرته يستطيع تمييز أنواع النبيذ وجودتها، فيجذب مونتريسور فورتوناتو إلى رحلة خاصة لتذوق النبيذ بإخباره أنه حصل على أنبوب (فيه حوالي 130 غالون، 492 لتر) مما يُعتقد أنه خمر نادر من نوع الأمونتيلادو. يقترح الحصول على تأكيد لجودة البرميل وأنه خائف من أن يكون بشرائه لهذا البرميل قد تعرض للنصب، فيقترح دعوة أحد عشاق النبيذ وهو لوكيسي ليتذوقه. يعلم مونتريسور جيداً أن فورتوناتو لن يكون قادراً على عدم مقاومة تذوق النبيذ وسوف يصر أن يتذوق الأمونتيلادو بدلاً، ولن يسمح له بإحضار لوكيسي، والذي كما يدعي أن لوكيسي «لا يستطيع التمييز الأمونتيلادو من الشيري». يذهب فورتوناتو مع مونتريسور إلى قبو النبيذ في آخر القصر وكما يطلق عليه في إيطاليا Palazzo، حيث يتجولون في سراديب الموتى. أثناء الطريق يقدم مونتريسور نبيذ من نوع ميدوك، وثم نبيذ آخر من نوع دي جريف لإبقائه مخموراً. ويحذر مونتريسور فورتوناتو من الرطوبة لأنه يعاني من السعال السيئ ويقترح العودة، لكن فورتوناتو يصر على الإستمرار، مدعياً أنه «لن يموت من السعال». أثناء المشي يذكر مونتريسور شعار عائلته وهو: قدم ذهبي في خلفية زرقاء تسحق ثعبانًا يضع أنيابه في كعب القدم، مع الشعار المشهور «نيمو لي صقل لاشيت» (بالإنجليزية: Nemo me impune lacessit)‏ ومعناه («لا يهاجمني أحد دون الإفلات من العقاب»).
أثناء المشي يقوم فورتوناتو بعمل إيماءة متقنة ومبهجة مع زجاجة نبيذ منتفخة. ويبدو أن مونتريسور لم يدرك الإيماءة، ويسأل فورتوناتو: «هل أنت ماسوني؟» ويجيب مونتريسور أنه ماسوني، فلم يصدقه فورتوناتو ويطلب منه علامة (دليل)، فيعرض مونتريسور مجرفة كان مخبؤها. عندما يأتون إلى مكانه يخبر مونتريسور ضحيته بأن الأمونتيلادو في داخل. يدخل فورتوناتو في حالة سكر وغير مطمئن، ولا يقاوم سرعة مونتريسور والذي رماه إلى الجدار وربطه بجنازير لكي لا يفلت.

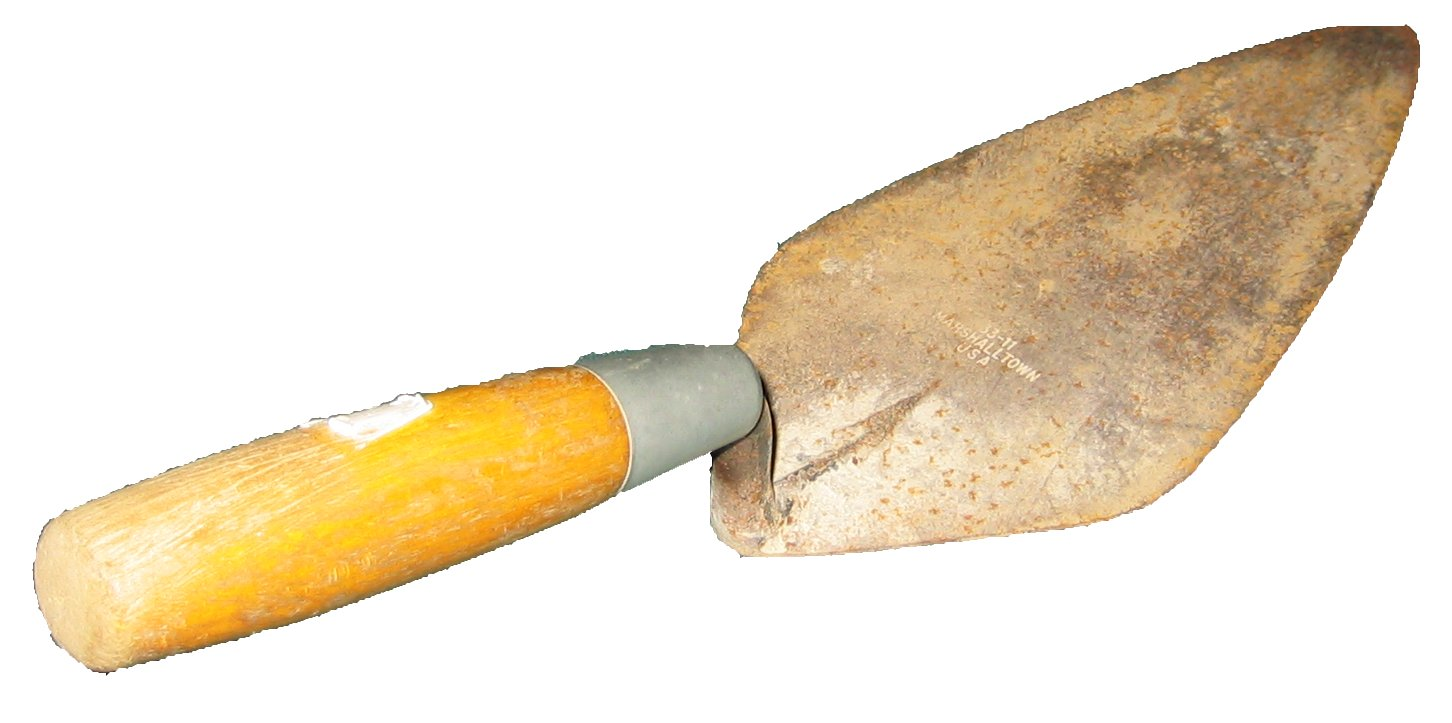
مجرفة ماسونية، وهي المجرفة المعنية التي كان يخبئها مونتريسور.

يكشف مونتريسور عن الطوب والاسمنت والذي كام مُخبأ في برميل بين العظام المجاورة، ويشرع حينها في بناء الجدار، فيقوم بدفن صديقه وهو على قيد الحياة. يهز فورتوناتو السلاسل محاولاً الهرب ويصيح طلبًا للمساعدة، لكن مونسترور يسخر من صرخاته، ويعرف أنه لا أحد يستطيع سماعها. يضحك فورتوناتو بشكل ضعيف ويحاول أن يدعي أنه موضوع نكتة وأن الناس سوف ينتظرونه (بما في ذلك سيدة فورتوناتو). مع انتهاء مونتريسور من الصف العلوي من الحجارة، يصيح فورتوناتو على مونتريسور لكي يتركه، بقوله «لمحبة الله، مونتريسور!» «لمحبة الله، مونتريسور!!!» والتي يرد عليها مونتريسور، «نعم، من أجل محبة الله!». قبل وضع الحجر الأخير يسقط مونتريسور شعلة محترقة عبر الفجوة. ويدعي فورتوناتو أنه يعاني من مرض في القلب، لكنه يرفض هذا الرد باعتباره أثرًا على الرطوبة من سراديب الموتى.
يكشف مونتريسور أنه بعد مرور 50 عامًا، ما زال جسم فورتوناتو معلقًا من السلاسل الموجودة به في الركن الذي تركه فيه. القاتل يلخص:«فليرقد بسلام!».

## تاريخ النشر

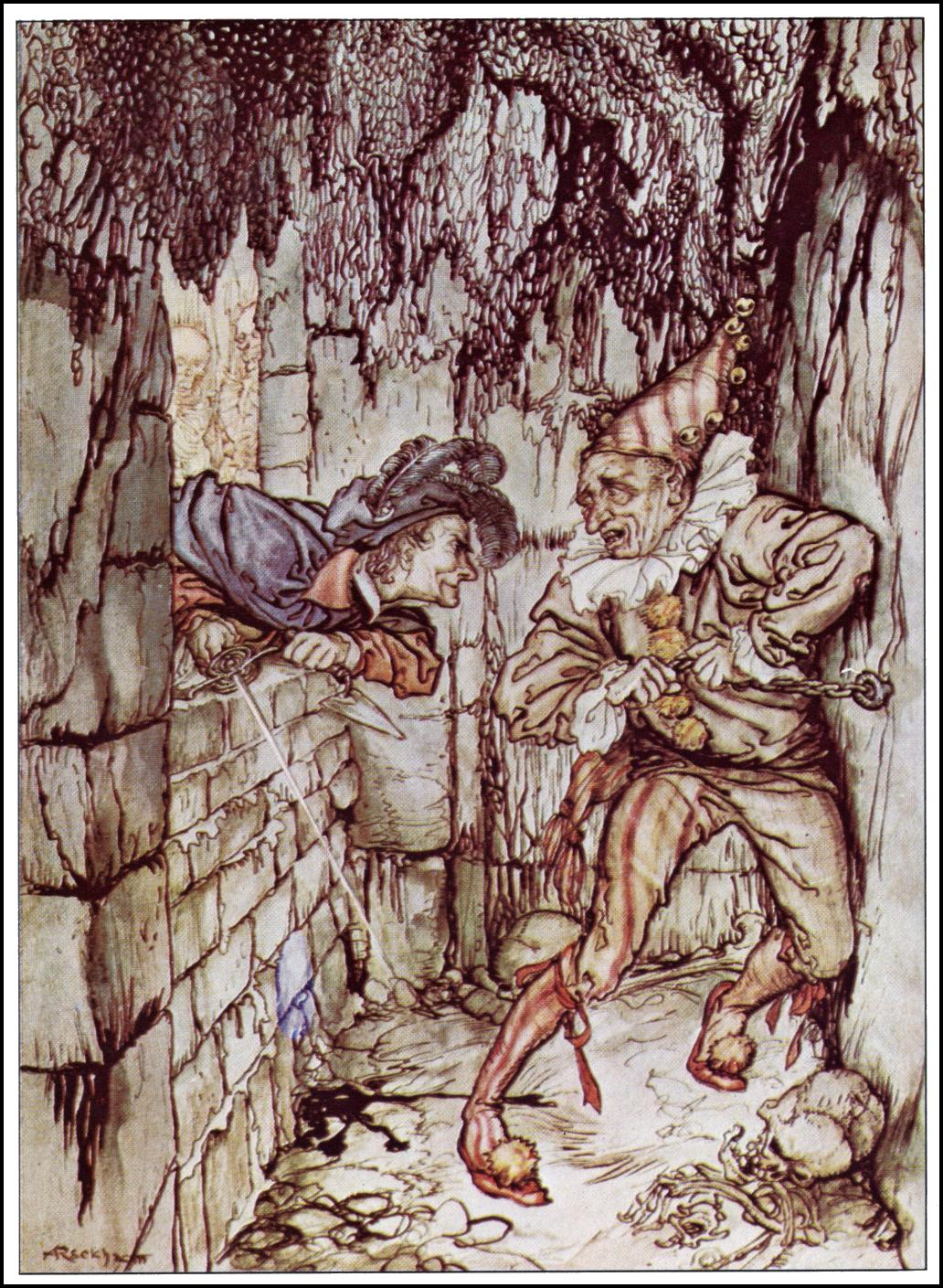
رسم توضيحي لـ"آرثر راكهام"، 1935، وهو يقوم مونتريسور بربط فورتوناتو على الجدران.

تم نشر «برميل أمونتيلادو» لأول مرة في العدد الصادر من مجلة كتاب غودي ليدي في نوفمبر عام 1846، والذي كان في ذلك الوقت أكثر الدوريات شعبية في أمريكا. تم نشر القصة مرة واحدة فقط خلال حياة آلان بو.

## تحليل

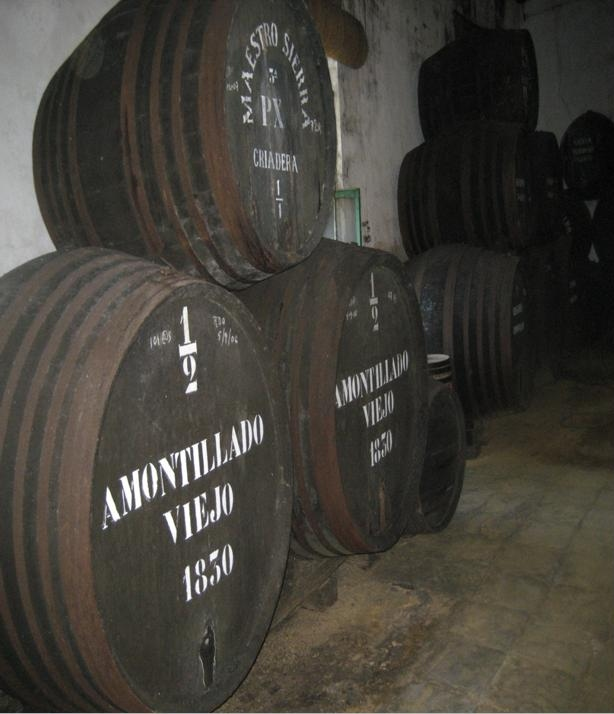
براميل أمونتيلادو في قبو تجاري.

على الرغم من أن مواضيع قصص بو هي جريمة قتل، إلا أن «كاسك أوف أمونتيلو» ليست قصة اكتشاف مثل «جرائم شارع مورغ» أو «الرسالة المسروقة»؛ في هذه القصة لا يوجد أي تحقيق في جريمة مونتريسور والجاني نفسه يشرح كيف ارتكب جريمة القتل. الغموض في «كاسك أوف أمونتيلو» في دافع مونتسور للقتل، الأمر متروك للقارئ لحل اللغز.
ركز بو في القصة على علم النفس العكسي وهو أسلوب يُستخدم لإقناع أحدهم للقيام بسلوك ما عن طريق تأييد العكس تماماً ويظهر ذلك في عدة مواقف منها: عند ذكر لوكريسي أمام فورتوناتو لشرب الأمونتيلادو بدلاً منه لكن نيته الداخلية هي النزول للقبو وشرب الأمونتيلادو مع فورتوناتو، وعندما طلب من الخادمين البقاء في المنزل وهو على علم تام بأنه بمجرد مغادرته من المنزل سوف يذهبون تاركين المنزل خلفهم فارغ.
لم يحدد مونتريسور أبداً الدافع وراء مقاصده الغامضة و«عندما غامر في الإهانة» التي يشير إليها. يتم توفير بعض السياق بما في ذلك ملاحظة مونتريسور أن عائلته كانت ذات يوم رائعة (ولكنها لم تعد كذلك)، وتصريحات فورتوناتو تقلل من استبعاد مونتريسور من الماسونية. يخلص العديد من المعلقين إلى أنه في غياب سبب مهم يجب أن يكون مونتريسور مجنوناً، على الرغم من أن هذا الأمر مشكوك فيه بسبب التفاصيل المعقدة لهذه المؤامرة.
هناك أدلة على أن مونتريسور يكاد يكون جاهلاً عن دافعه للانتقام كضحية. في روايته للقتل لاحظ مونتريسور أن: «الخطأ غير معيب عندما تتغلب العقوبة على معاصمها. كما أنه غير معيب على قدم المساواة عندما يفشل المنتقم في أن يجعل نفسه يشعر بذلك على من ارتكب الخطأ». بعد تقييد فورتوناتو بالجدار وحرقه على قيد الحياة، فقام مونتريسور بمحاكاته والسخرية منه، بدلاً من الإفصاح عن الأسباب التي دفعته إلى الانتقام إلى فورتوناتو. قد لا يكون مونتريسور متأكدًا تمامًا من الطبيعة الدقيقة للإهانات التي توقع من فورتوناتو تكفيرها.
قد يكون التدقيق الإضافي في الإهانات والشتائم الغامضة متعلقًا بمسألة بسيطة من كبرياء مونتريسور فهي ليست كلمات محددة من فورتوناتو. مونتريسور من عائلة نبيلة معروفة، لكنه انخفض قليلاً في مكانته في المجتمع. أما فورتوناتو حظي بحظ جيد وثروة، وبالتالي ينظر إليه على أنه غير مكرر من مونتريسور، ومع ذلك فإن هذا النقص في التنقيح لم يمنع فورتوناتو من تجاوز مونتريسور في المجتمع، والتي يمكن أن تكون الدافع «إهانة» للغاية للانتقام من مونتريسور.
هناك إشارة إلى أن مونتريسور يلوم سبب التعاسة وفقدان الاحترام والكرامة داخل المجتمع من فورتوناتو. من السهل التأكد من أن فورتوناتو هو الماسوني، في حين أن مونتريسور ليس ماسوني، والذي يمكن أن يكون سبب صعود فورتوناتو إلى مجتمع الطبقة العليا في الفترة الأخيرة. حتى أن مونتريسور يوجه هذا اللوم إلى فورتوناتو عندما يقول: «أنت غني، محترم، محبوب، أنت سعيد، كما كنت ذات مرة». هذا التغير في الحظوظ هو اقتراح بأنه مونتريسور وفورتوناتو يعكسان بعضهما البعض، هناك تعريف نفسي متبادل بين الضحية والجلاد. يقترح هذا التبادل المعرفي كذلك عندما يأخذ المرء بعين الاعتبار أن مونتريسور يحشر فورتوناتو في سراديب عائلة مونتريسور بدلاً من إرساله إلى مكان آخر في المدينة وسط فوضى الكرنفال. ومن خلال هذا التقارب بين الشخصيتين يمكن للمرء أن يرى الرمز الأكبر لعائلة مونتريسور - الأقدام التي تدوس على الثعبان بينما الثعبان إلى الأبد لديه أنيابه مغروسة في الكعب.
عند المزيد من التحقيق في الطبيعة الحقيقية للشخصية، يمكن اشتقاق المعنى المزدوج من رمز عائلة مونتريسور. ومن موقع مونتريسور فهو ينظر إلى نفسه على أنه صاحب القدم الصالح الذي يسحق ثعبان فورتوناتو الساقط و«ألف جرح» له تتطور إلى إهانة. معنى رمزي أكثر من الأماكن التي وضعها بو في علم النفس العكسي للشخصيات.
على الرغم من أن فورتوناتو يُعرَف بأنه متذوق للنبيذ الجيد، إلا أن البروفيسور موفيت سيسيل من جامعة تكساس يجادل بأن تصرفات فورتوناتو في القصة تجعل هذا الافتراض مشكوكًا فيه. على سبيل المثال تعليقات فورتوناتو على لوكريسي بأنه غير قادر على تمييز الأمونتيلادو من شيري عندما أمونتيلادو هو في الواقع نوع من الشيري، ويشرب دي غريف، وهو نبيذ فرنسي باهظ الثمن، ومع القليل من الاهتمام به من خلال شربه في بلعة واحدة. يقول سيسيل أيضًا أن متذوق النبيذ الحقيقي لن يتناول عينات النبيذ وهو مخمور ويصف فورتوناتو بأنه مجرد مدمن على الكحول. ويشير سيسيل أيضًا إلى أن بعض الأشخاص قد يشعرون بأن فورتوناتو يستحق أن يُدفن على قيد الحياة بسبب إهدار زجاجة من النبيذ الفاخر.
إن الإغواء (بالإنجليزية: Immurement)‏ وهو شكل من أشكال السجن، عادة مدى الحياة، حيث يتم وضع الشخص في مكان مغلق بدون مخرج، يظهر في أعمال أخرى من أعمال بو، بما في ذلك «انهيار منزل أشر»، و«الدفن قبل الأوان»، و«القط الأسود» و«برنيس».

## وصلات خارجية
لم يتم العثور على روابط لمواقع التواصل الاجتماعي.